# بيتر وايلدينغ
بيتر وايلدينغ (بالإنجليزية: Peter Wilding)‏ هو لاعب كرة قدم بريطاني، ولد في 28 نوفمبر 1968 في شروزبري في المملكة المتحدة. لعب مع شروزبري تاون ونادي تلفورد يونايتد.

## وصلات خارجية
- بيتر وايلدينغ على موقع قاعدة بيانات كرة القدم.إي يو (الإنجليزية)
- بيتر وايلدينغ على موقع Soccerbase.com (لاعب) (الإنجليزية)